# Redbox
Redbox Automated Retail LLC, зазвичай просто Redbox — американська компанія, що спеціалізується на прокаті DVD, Blu-ray, 4K UHD та відеоігор через автоматизовані кіоски відеопрокату. Брендові кіоски компанії Redbox виділяються своїм червоним кольором, і зазвичай розміщені у магазинах, ресторанах швидкого харчування, бакаліях, магазинах масової торгівлі та аптеках. Станом на кінець листопада 2012 року, компанія мала понад 42 тисячі кіосків у понад 34 тисячах локацій. Станом на вересень 2016 року Redbox мала 51,8 % частки ринку фізичного прокату цифрового відео.